# 존 린치 (배우)
존 린치(영어: John Lynch, 1961년 12월 26일 ~ )는 북아일랜드의 배우이다.

## 출연 작품
- 바울 (2018)
- 필그리미지 (2017)
- 원 오브 어스 (2016)
- 디투어 (2016)
- 업스트림 (2016)
- 신틸라 (2013)
- 더 폴 (2013)
- 뫼비우스: 위험한 미션 (2012)
- 핫 포테이토 (2011)
- 고스티드 (2011)
- 더 네티비티 (2010)
- 모 (2010)
- 파이브 데이 쉘터 (2010)
- 13시간 (2010)
- 블랙 데스 (2010)
- 홀리 워터 (2009)
- 토너먼트 (2009)
- 더 패션 (2008)
- 래시 (2005)
- 고립 (2005)
- 황폐한 집 (2005)
- 산 루이스 레이의 다리 (2004)
- 침묵의 이론 (2003)
- 에이리언 헌터 (2003)
- 위험한 판결 시즌1 (2002)
- 에블린 (2002)
- 베스트 (2000)
- 슬라이딩 도어즈 (1998)
- 몰 플랜더스 (1996)
- 어느 어머니 아들 (1996)
- 낫씽 퍼스널 (1995)
- 엔젤 베이비 (1995)
- 프린세스 카라부 (1994)
- 론 이니쉬의 비밀 (1994)
- 비밀의 화원 (1993)
- 아버지의 이름으로 (1993)
- 레일웨이 맨 (1992)
- 에드워드 2세 (1991)
- 아웃 오브 더 블루 (1991)
- 사이보그 하드웨어 (1990)
- 칼의 고백 (1984)
- 쿠바인의 러브송 (1931)